# ديميتريس خريستوفي
ديميتريس خريستوفي (بالتركية: Dimitris Hristofi)‏ (مواليد 28 سبتمبر 1988 في باراليمني) لاعب كرة قدم قبرصي دولي يجيد اللعب في خط الهجوم . يلعب حاليا لصالح نادي أومونيا القبرصي منذ 2008 .

## روابط خارجية
- ديميتريس خريستوفي على موقع الاتحاد الأوربي (الإنجليزية)
- ديميتريس خريستوفي على موقع قاعدة بيانات كرة القدم.إي يو (الإنجليزية)
- ديميتريس خريستوفي على موقع ناشيونال فوتبول تيمز (الإنجليزية)
- ديميتريس خريستوفي على موقع Soccerway.com (الإنجليزية)
- ديميتريس خريستوفي على موقع عالم كرة القدم.نت (الإنجليزية)
- ديميتريس خريستوفي على موقع AS.com (الإسبانية)